# Jornal da Noite (RTP2)
Jornal da Noite foi o principal noticiário da RTP2 entre 1982 e 1986. 
Numa primeira fase, estreou a 18 de outubro de 1982, substituindo o Informação 2, terminando a 14 de outubro do ano seguinte. Era emitido entre as 21:00 e as 22:00, diariamente. 
Numa segunda fase, estreou a 7 de março de 1984, terminando dois anos depois, em Março de 1986. Nesta segunda fase, era emitido entre as 22:00 e as 23:00 de cada dia. Este noticiário deu lugar ao Jornal das 9, estreado em Outubro de 1986. 
Era apresentado por jornalistas que tinham apresentado anteriormente o Informação 2, como Dina Aguiar ou Henrique Garcia. 